# كافي (روما)
كافي هي بلدة تقع في العاصمة روما في إيطاليا .

## السكان
في سنة 1871 بلغ عدد السكان 3٬449 نسمة، وتطور العدد ليصل في سنة 2011 لـ 10٬421 نسمة.
يظهر هذا المخطط البياني تطور النمو السكاني لـ كافي